# Урочище Бурлацький ліс
Урочище «Бурлацький ліс» — ландшафтний заказник місцевого значення. Оголошений відповідно до рішення 34 сесії Вінницької обласної ради 5 скликання від 25.10.2010 р. № 1138. Розташований на схід від с. Орлівка Гайсинського району Вінницької області, перебуває у віданні ВОКСЛП «Віноблагроліс». Площа 57,8 га.
Охороняється ділянка природного лісу, де переважають дубово-грабові насадження.